# Sant Romà de Lloret de Mar
Sant Romà de Lloret és una església del municipi de Lloret de Mar (Selva) que forma part de l'Inventari del Patrimoni Arquitectònic de Catalunya. La parròquia de Sant Romà està adscrita al Bisbat de Girona.

## Descripció
És un edifici cantoner d'una sola planta situat al centre de Lloret, a la Plaça de l'Església. És un temple de planta rectangular amb afegits i reformes com ara la capella del Santíssim, que dona al carrer de la Vila. Correspon a l'estil gòtic català, de transció al renaixement, ja que fou construït a principis del segle xvi. Està format per tres àmbits d'interès, l'església en si, la Capella del Santíssim i la torre campanar.

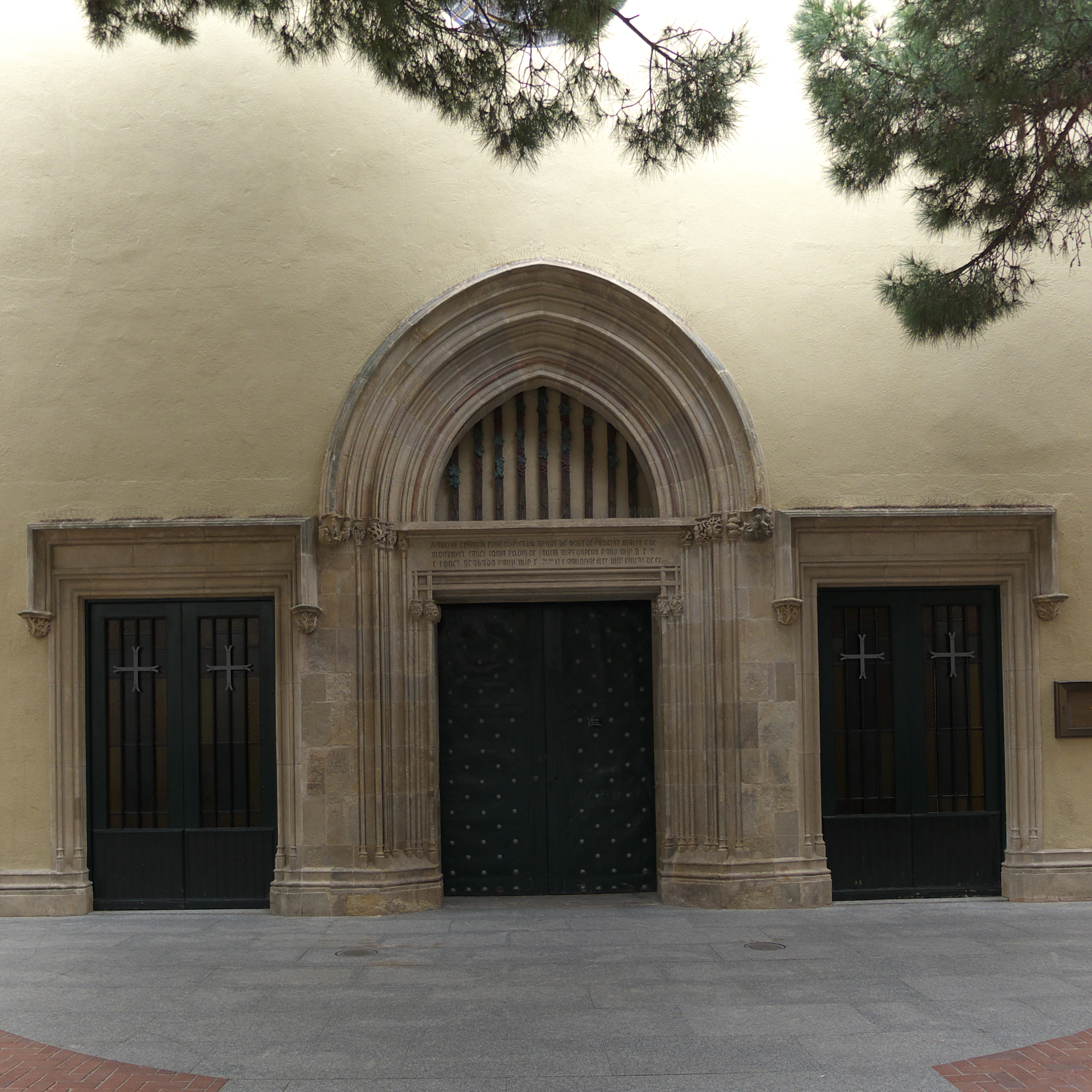
Façana de l'Església parroquial de Sant Romà

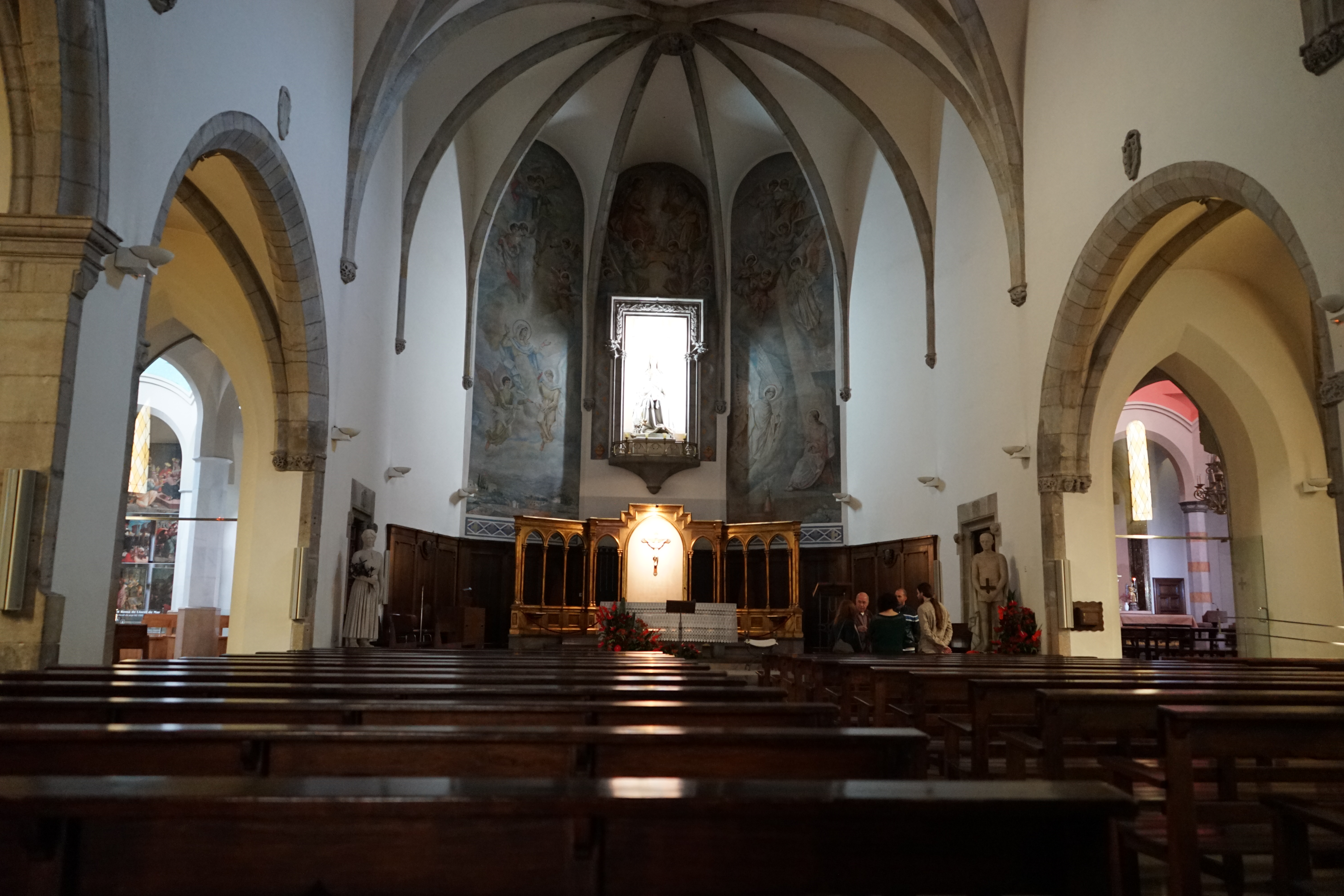
Interior de l'Església parroquial de Sant Romà

L'església té una sola nau, diverses capelles laterals i dues grans capelles a la zona de la capçalera. La façana està formada per dos portals rectangulars amb decoració vegetal a les impostes i un portal central mb timpà apuntat del qual destaquen els relleus de les impostes de les arquivoltes. Hi ha personatges amb barques i, entre d'altres, escenes del Gènesi, amb Adam i Eva. A la llinda de sobre la façana hi ha una inscripció referent al cost de les obres de l'església i a la data de construcció. A l'exterior de l'església es poden resseguir diversos contraforts.
El perímetre de l'església està decorat amb franges de pedra sense arrebossar alternant amb franges de trossos de rajola envernissades de diversos colors (verd, blau, negre, morat, verd...), si bé dominant el negre i remarcades per maons vermellosos posats de cantell. Aquesta decoració és de principis de segle xx i d'inspiració en la decoració i l'arquitectura islàmica. A la part alta de les façanes nord i sud hi ha 12 mosaics de grans dimensions amb les figures dels apòstols, fetes pels tallers Bru de Barcelona també cap a 1916.
Pel que fa a les capelles modernistes, són dues capelles laterals, poligonals i cupulades, situades a banda i banda del presbiteri. Tenen cinc pinacles octogonals decorats molt ricament amb ceràmica, mosaics i trencadís.
La torre campanar de l'església és de planta quadrada i està culminat per una terrassa emmerletada (tres merlets esglaonats per façana) i una teulada apuntada de quatre vessants. A la part superior presenta dues finestres de mig punt per façana i alguna petita espitllera. Una cornisa volta el campanar per sobre d'aquestes finestres. L'aparença del campanar, junt amb la porta llevadissa de l'entrada occidental i els contraforts laterals, dotava el conjunt d'una aparença de fortalesa.
L'interior de l'església està arrebossat i pintat de blanc, a excepció dels arcs de les voltes. Existeix un cor als peus de la nau al nivell d'un primer pis. Els interiors de les capelles cupulades és arrebossat i pintat de color blau i rosat, respectivament. A l'interior, a la capella cupulada del costat nord, es conserva parcialment la part pictòrica del retaule de Sant Romà, dels artistes Pere Serafí "Lo Grec" i Jaume Fontanet (1559). En resten 9 taules de tota l'estructura original.

## Història
Tenim un coneixement acurat de la Història de l'església de Sant Romà gràcies a la feina d'erudits locals, com Agustí Vilà i Galí i Joan Domènech i Moner.

### Construcció
A mitjan segle xv es va començar a plantejar una nova església parroquial, més propera al mar, on habitaven els pescadors i mariners. La construcció es va endarrerir per culpa de les guerres remences (que van començar el 1462 i van acabar amb la Sentència de Guadalupe de 21 d'abril de 1486). L'antiga església de Sant Romà era l'ermita de la Mare de Déu de les Alegries. Aquest canvi s'explica per l'interès d'accedir al centre vital de la comunitat pescadora de Lloret, de la qual l'antic edifici parroquial quedava lluny i petita. La festa de Sant Romà, Patró de Lloret, és el dia 8 de novembre. Segons l'historiador Hug Palou Miquel el Sant Romà de Lloret podria ser el diaca de l'església de Cesarea i màrtir d'Antioquia. L'església parroquial de Sant Romà va ser construïda durant el primer quart del segle xvi, entre 1509 i 1522.
El 19 d'agost de 1455 el Bisbe de Girona va concedir les indulgències a tots els que contribuïssin a l'obra de la nova església. també es va donar llicència d'anar a pescar en dies festius, amb beneficis per la nova obra. El 1509, sota la benedicció del bisbe Guillem de Boïl, es van iniciar les obres de construcció al lloc anomenat "Sa Carbonera", que van costar 3000 lliures catalanes (el triple del que s'havia previst inicialment el 1509), com consta a la llinda de l'entrada principal. Aquesta llinda recita: "Aquesta església fonc edificada alaor de deu e de la verge maria e de Mossenyuor sanct roma lo dia Santa Magdalena lany mil D e X (1510 o 1509 depenent si llegim Mil D i X o MDIX)< E fonc afacaba lany M e X II (1522, però falta la D) e aquostat tres mil lliuras de fe". La nova església fou consagrada el 1522.
L'edifici fou aixecat en l'estil gòtic català, amb un absis heptagonal i una àmplia nau allargada, que s'aguanten mitjançant sòlids contraforts. La volta de creueria quedava sectoritzada per arcs torals en quatre parts, en les quals destacaven especialment les claus de volta esculpides. Una d'aquestes claus de volta, la situada sobre el presbiteri, està dedicada al patró de la parròquia Sant Romà.
El retaule de l'altar major fou encarregat pels jurats de la Universitat de Lloret, el 1541, als reconeguts pintors Pere Serafí "lo Grec" i Jaume Fontanet, que l'acabaren el 1559 i costà 1.300 lliures. Incorporava pintures amb escenes de la Passió de Jesucrist, del martiri de Sant Romà (ordenat pel jutge Asclepíades sota el mandat de Dioclecià), i altres dedicades a la Verge Maria, juntament amb imatges dels sants, separats per columnes. Les pintures amb escenes de la Passió es van situar a la part baixa del retaule, en forma de predel·la i separades per imatges dels apòstols, vuit en total. Pere Serafí es va encarregar de pintar les taules del retaule i també va participar en el pintat de les imatges escultòriques, i Jaume Fontanet es va encarregar de daurar el retaule, aplicant or fi a tots els elements arquitectònics que constituïen l'obra de talla. Les taules exposades a la Capella del Baptisteri de l'església de Sant Romà són les nou que s'han conservat de l'antic retaule.
En el context d'aquestes obres de remodelació també cal esmentar l'encàrrec d'un retaule, el 1595, a Baptista Toscano, un escultor milanés establert a Girona. Darrere aquest encàrrec hi ha el rector Jaume Felip Gibert, que fou rector de Lloret entre 1591 i 1608 i reorganitzà amplament la vida parroquial. Aquest retaule fou desmuntat i transformat entre 1913 i 1914, i, com la major part de la decoració de l'església fou malmès durant els inicis de la Guerra Civil. Del retaule original es van salvar 9 taules del tema de la vida de Sant Romà monio. També es van salvar. Tot i que l'església es convertí en un mercat, l'orgue, els mosaics dels apòstols i vuit quadres del segle xviii amb escenes de la Passió.
La finalització de les obres, dutes a terme pels mestres de cases i picapedrers de Girona Bartomeu Rufí i Pere Capvern, va coincidir amb la consagració i el trasllat del Santíssim sagrament, les fonts baptismals i les campanes de l'església vella, l'any 1522. L'església original, segurament d'una sola nau, estava dotada de diversos elements de defensa i fortificació, com una porta llevadissa. Les capelles laterals i les ampliacions d'aquesta nau única original es van fer durant els segles xvi i xvii (1634).

### Reformes

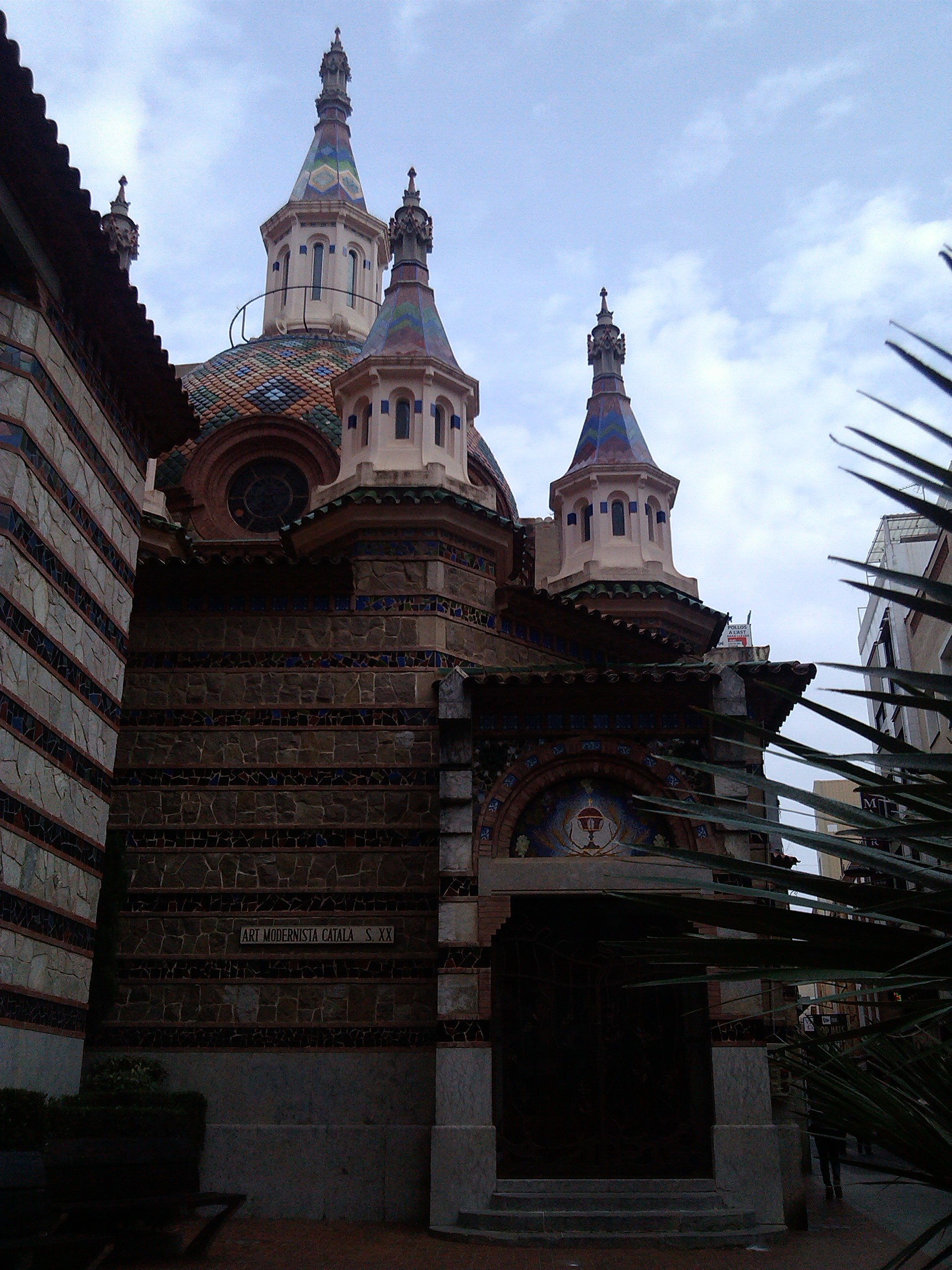
Església de Sant Romà i Capella del Santíssim

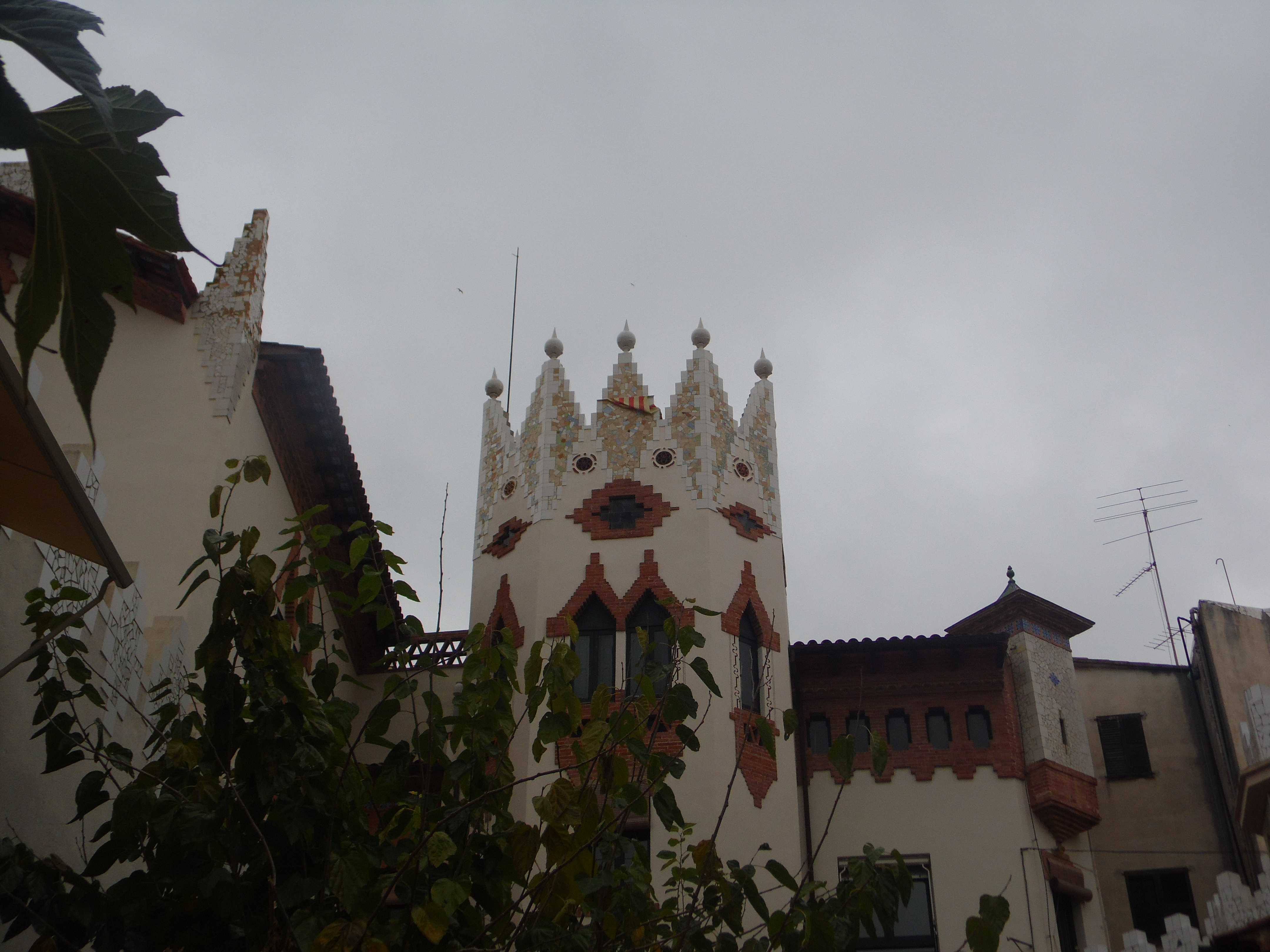
Escoles parroquials

Durant el segle xviii (1730) es va edificar la sagristia al voltant de la capçalera. A principis del segle xix es va parlar de diverses propostes d'ampliació i, fins i tot, de canvi d'ubicació, a causa del gran increment de població de Lloret, però això no es va arribar a fer.
A principis del segle xx, i a conseqüència de la riquesa que comerç amb Amèrica havia portat a la vila, es va projectar la remodelació del temple. La reforma es va realitzar sota la influència del Modernisme, i va ser obra de Bonaventura Conill i Montobbio, arquitecte descendent de lloretencs i seguidor de l'Escola d'Antoni Gaudí. Entre 1914 i 1920, Conill va dirigir la construcció d'un cos avançat a la part de la façana, amb un petit atri sobresortint, i va rematar tot el conjunt amb cúpules d'aire bizantí. També va construir dues capelles laterals poligonals, a cada costat del presbiteri, també coronades amb cúpules, juntament amb una casa i unes escoles parroquials seguint el mateix estil. Les façanes laterals exteriors del temple van ser revestides amb altars adossats a la paret i amb altres elements ornamentals utilitzant mosaics, la tècnica del trencadís i peces de ceràmica i pedra. A la part superior de les façanes destaquen les figures dels dotze apòstols, en mosaic venecià, que van ser elaborats pels tallers Bru de Barcelona.
Sobre la base gòtica de Bonaventura Conill va aplicar el nou corrent decoratiu modernista o va aconseguir un conjunt espectacular amb reminiscències romanes d'Orient, musulmanes i renaixentistes. Es canviaren els revestiments, la façana i la sagristia. Les obres de restauració, bàsicament decoració interior i la capella del Santíssim Sagrament, foren inaugurades el 1914. Durant les reformes de 1909-1916 l'atri de l'entrada, actualment desaparegut, també fou transformat. Era un cos avançat amb un petit atri sobresortint rematat per cúpules d'estil romà d'Orient. Les façanes laterals externes del temple foren revestides amb altars adossats a la paret i altres elements ornamentals, a base de mosaics, trencadís i peces de ceràmica, maó i pedra. Bonaventura Conill potencià el treball artesanal de picapedrers, vitrallers, ceramistes i mosaïcistes. D'entre les decoracions anteriors del 1916, cal destacar també les imatges i obres d'Enrich (Sant Sebastià, Sant Isidre i Verge de la Mercè), J. Llimona (Puríssima Concepció, Sant Antoni, Sant Josep i Grup del Santíssim Sagrament), Clarassó (Verge del Roser) i J. Llaverias (Retaule de la Mare de Déu del Carme) El 1920 es van inaugurar les escoles parroquials i la rectoria, que estan situades a tocar del temple, un altre exemple de l'arquitectura modernista de Lloret.
Durant la Guerra Civil Espanyola la major part de la decoració modernista, mobles, imatges i retaules de la parròquia van ser destruïts. De tota manera, gràcies a la mediació d'alguns artistes de Lloret, es van poder salvar nou taules del retaule renaixentista de Pere Serafí. També es van preservar (amagades en un fals sostre del temple) vuit teles que havien format part d'un retaule del Roser. Aquestes obres constitueixen la part més interessant del llegat artístic d'aquesta església. De les incorporacions posteriors, val la pena destacar la imatge de la Verge de Loreto i un Sant Crist, ambdues obres van ser elaborades per l'escultor Enric Monjo.
El 1993 foren restaurats els mosaics exteriors dels apòstols.